# خوزه سوریلا
خوزه سوریلا ئی مورال (به اسپانیایی: José Zorrilla y Moral) (تلفظ اسپانیایی: [xoˈse θoˈriʎa]) شاعر و نمایشنامه‌نویس اسپانیایی در بیست و یکم فوریه ۱۸۱۷ در وایادولید متولد و در بیست و سوم ژانویه ۱۸۹۳ در مادرید چشم از جهان فروبست.
برخی از آثار وی عبارتند از:
- کفاش و پادشاه (اشعار دراماتیک ۱۸۳۹، ۱۸۴۲ اشعار دراماتیک)
- دون خوان تنوریو (اشعار دراماتیک ۱۸۴۴)
- خیانتکار، اعتراف نکرده و شهید (اشعار دراماتیک ۱۸۴۹)
- همه روزهای جاندار